# Larkollen
Larkollen är en tätort i Moss kommun i Østfold fylke i sydöstra Norge. Orten ligger vid Oslofjorden i sydvästra delen av kommunen.
Tidigare har orten tillhört dåvarande Rygge kommun.